# زیردریایی یو-۵۵۱
زیردریایی یو-۵۵۱ (به انگلیسی: German submarine U-551) یک زیردریایی بود که طول آن ۶۷٫۱ متر (۲۲۰ فوت ۲ اینچ) بود. این زیردریایی در سال ۱۹۴۰ ساخته شد.